# Leonard Roberts
Leonard Roberts (St. Louis, Missouri, 1972. november 17. –) amerikai színész.

## Élete és pályafutása
1995-ben színészi diplomát szerzett a DePaul Egyetemen. Rengeteg sorozatban kapott szerepet, többször alakított rosszfiút, például a Buffy, a vámpírok réme epizódjaiban. A Hősök című sorozatban D. L. Hawkinst alakította.
2007-ben a Hősök szereplőjeként megnyerte a TV Land a Future Classic Award díját, a többi színésztársával és a stábbal megosztva.

## Szerepei
| Év        | Eredeti cím                                | Magyar cím                          | Szerep              | Megjegyzés                                                                                   |
| --------- | ------------------------------------------ | ----------------------------------- | ------------------- | -------------------------------------------------------------------------------------------- |
| 2006-     | Heroes                                     | Hősök (sorozat)                     | D. L. Hawkins       | főszereplő                                                                                   |
| 2007      | F*ck you pay me!                           | -                                   | Darian Drake        |                                                                                              |
| 2005-2006 | Smallville                                 | Smallville (sorozat)                | Nam-Ek              | 5x01 – Megérkezés, 6x01 – Zod                                                                |
| 2006      | The Last Adam                              | -                                   | Bobby Jackson       |                                                                                              |
| 2005      | Bones                                      | Dr. Csont (sorozat)                 | D.A. Andrew Levitt  | 1x08 – A példakép                                                                            |
| 2004      | Walking on Sunshine                        | -                                   | Al                  |                                                                                              |
| 2004      | NCIS: Naval Criminal Investigative Service | NCIS (sorozat)                      | P.O. Howard Carter  | 1x17 – Az igazság odaát van                                                                  |
| 2004      | Threat Matrix                              | Végveszélyben (sorozat)             | Ibrahim Kureshi     | 1x14 – Extremist Makeover                                                                    |
| 2004      | CSI: Miami                                 | CSI: Miami helyszínelők (sorozat)   | Brad Foster         | 2x11 – Complications                                                                         |
| 2003      | 24                                         | 24 (sorozat)                        | Guard Buchanan      | 3x05 – Day 3: 5:00 p.m.-6:00 p.m.                                                            |
| 2003      | Tru Calling                                | Tru Calling – Az őrangyal (sorozat) | Blake               | 1x04 – Arc nélkül                                                                            |
| 2002      | Providence                                 | Providence (sorozat)                |                     | 5x05 – Things That Go Bump in the Night, 5x09 – The Sound of Music, 5x11 – The Eleventh Hour |
| 2002      | Drumline                                   | Dobszóló                            | Sean Taylor         |                                                                                              |
| 2002      | Joe and Max                                | Joe és Max                          | Joe Louis           |                                                                                              |
| 2001      | JAG                                        | JAG – Becsületbeli ügyek (sorozat)  | Lieutenant Crawford | 7x09 – Dog Robber: Part 1, 7x10 – Dog Robber: Part 2                                         |
| 2001      | FreakyLinks                                | -                                   | Boomer Truman       | 1x07 – Subject: Still I Rise                                                                 |
| 2001      | Scam                                       | -                                   | Gordie              |                                                                                              |
| 2000      | Masquerade                                 | -                                   | Otis                |                                                                                              |
| 1999-2000 | Buffy the Vampire Slayer                   | Buffy, a vámpírok réme (sorozat)    | Forrest Gates       | 12 részben szerepelt a 4. évadban                                                            |
| 1999      | Any Day Now                                | Jelen és múlt (sorozat)             | Wade Garver         | 2x07 – It's Not You, It's Me                                                                 |
| 1999      | The '60s                                   | -                                   | Emmet Taylor        |                                                                                              |
| 1999      | Turks (sorozat)                            | -                                   | Officer Tom May     | 1x01 – Pilot, 1x03 – Hearts of Fire                                                          |
| 1998      | He Got Game                                | A játék ördöge                      | D'Andre Mackey      |                                                                                              |
| 1997      | Hoodlum                                    | Gengszter                           | Tyrone              |                                                                                              |
| 1997      | Love Jones                                 | Love Jones                          | Eddie Coles         |                                                                                              |
| 1996      | Due South                                  | Fraser és a farkas (sorozat)        | Tyree Cameron       | 2x13 – White Men Can't Jump to Conclusions                                                   |